# Stenocephalemys ruppi
Stenocephalemys ruppi — вид гризунів родини мишевих (Muridae). Зустрічається тільки в Ефіопії. Його природне середовище існування — субтропічні або тропічні високогірні чагарники. Йому загрожує втрата середовища проживання.

## Морфологічна характеристика
Дрібний гризун з довжиною голови і тіла від 124 до 138 мм, довжиною хвоста від 143 до 179 мм, довжиною лапи від 29 до 33 мм, довжиною вух від 23 до 26 мм і вагою до 60 грамів. Шерсть м'яка. Верх піщано-коричневий, а низ білий. Основа волосків всюди темно-сіра, лінія поділу з боків жовтувата, чітка. Вуха виступають і злегка прикриті шерстю. Ноги білі, зазвичай з темними плямами на плюснах. Хвіст довший за голову і тіло, зверху темно-сірий, знизу світліший.

## Поведінка
Це наземний і нічний вид. Харчується насінням і ягодами.